# IC 939
IC 939 је спирална галаксија у сазвјежђу Дјевица која се налази на листи објеката дубоког неба у Индекс каталогу.
Деклинација објекта је + 3° 24' 43" а ректасцензија 13h 47m 43,0s. Привидна величина (магнитуда) објекта IC 939 износи 13,8 а фотографска магнитуда 14,6. IC 939 је још познат и под ознакама MCG 1-35-36, CGCG 45-103, NPM1G +03.0395, PGC 48914.